# Valle de San Fernando
El valle de San Fernando (en inglés: San Fernando Valley) es un valle urbanizado del área metropolitana de Los Ángeles en el Sur de California, Estados Unidos.
Gran parte de sus comunidades son parte de la sección norteña de la ciudad de Los Ángeles.

## Geografía
El valle de San Fernando tiene unos 670 km2 (260 millas cuadradas) y está delimitado por la sierra de Santa Susana al noroeste, las colinas de Simi Hills al oeste, la sierra de Santa Mónica y las colinas de la Tiza al sur, las montañas de Verdugo al este y la Sierra de San Gabriel al noreste. Desde los barrios más altos, los pasos y los parques del valle de San Fernando se pueden ver las montañas de Sierra Pelona, las montañas Topatopa, la Sierra de Santa Ana y los rascacielos del Centro de Los Ángeles.
El río Los Ángeles comienza en la confluencia del arroyo Calabasas y el arroyo Bell (arroyo Escorpión), entre el instituto Canoga Park y la avenida Owensmouth (justo al norte de la calle Vanowen) en Canoga Park. Las cabeceras de estos arroyos se encuentran en las estribaciones de las sierras de Calabasas, las Hidden Hills de Simi Hills, el Laboratorio de Campo de Santa Susana y los terrenos del Parque del Paso de Santa Susana. El río fluye hacia el este a lo largo de las regiones del sur del Valle. Uno de los dos tramos no pavimentados del río se encuentra en la cuenca de Sepúlveda. Un río estacional, el Tujunga Wash, drena gran parte de las montañas de San Gabriel orientadas hacia el oeste y pasa luego a través del centro recreativo Hansen Dam en Lake View Terrace. Fluye hacia el sur a lo largo de las montañas Verdugo a través de las comunidades del este del valle para unirse al río Los Ángeles en Studio City. Otros afluentes notables del río son los arroyos Dayton Creek, Caballero Creek, Bull Creek, Pacoima Wash y Verdugo Wash. La elevación del fondo del valle varía entre unos 180 m y 370 m sobre el nivel del mar.
La mayor parte del Valle de San Fernando se encuentra dentro de la jurisdicción de la ciudad de Los Ángeles, aunque también hay otras ciudades incorporadas dentro del valle: Burbank está en la esquina sureste del valle y San Fernando, que está completamente rodeada por la ciudad de Los Ángeles, está cerca del extremo norte del valle. Universal City, un enclave en la parte sur del valle, es una zona no incorporada que alberga el parque temático y de rodaje de Universal Pictures. Mulholland Drive, que discurre a lo largo de la cresta de las montañas de Santa Mónica, marca el límite entre el valle y las comunidades de Hollywood y el Westside de Los Ángeles. El Valle de San Fernando tiene conexión con otras regiones: el valle de Santa Clarita por el paso de Newhall, el Westside por el paso de Sepúlveda, Hollywood por el paso de Cahuenga, Simi Valley por el paso de Santa Susana y el valle de Crescenta por la Interestatal 210.

### Hábitat
El hábitat natural del valle es un "bioma de pastizales templados, sabanas y matorrales", sabanas de robles y bosques de arbustos de chaparral como hábitats de comunidades de plantas, junto con exuberantes plantas ribereñas a lo largo del río, arroyos y manantiales. En este clima mediterráneo, la agricultura europea posterior a la década de 1790 para el apoyo de las misiones católicas consistía en uvas, higos, aceitunas y cultivos de jardín en general.

### Clima
El Valle de San Fernando tiene un clima mediterráneo subtropical de verano caluroso, con veranos largos, calurosos y secos e inviernos cortos y cálidos, con noches frías y lluvias esporádicas. Debido a su ubicación relativamente tierra adentro y otros factores, los días de verano suelen ser más cálidos y las noches de invierno suelen ser más frías que en la cuenca de Los Ángeles. Más recientemente, las sequías en todo el estado de California han afectado aún más la disponibilidad del agua en el Valle de San Fernando y el condado de Los Ángeles.

## Historia

### Antes de la creación del estado de California

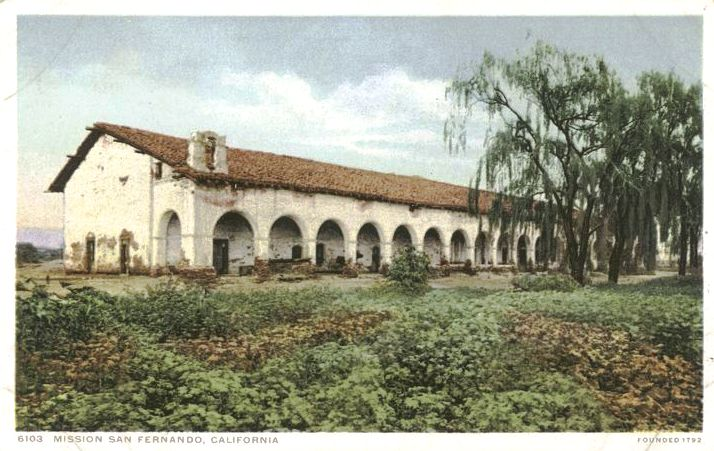
Misión de San Fernando en una tarjeta postal de alrededor de 1900.

El valle era un centro de «encrucijada de culturas y lenguas, incluyendo a los Tongva, Fernandeños (Tataviam) y Chumash». Los Tongva, más tarde conocidos como los indios Gabrieleños después de la colonización, los Tataviam al norte y los Chumash al oeste habían vivido y prosperado en el valle y sus arroyos durante más de 8.000 años. Tenían numerosos asentamientos y campamentos de comercio y caza antes de que los españoles llegaran en 1769 a establecerse en el valle.

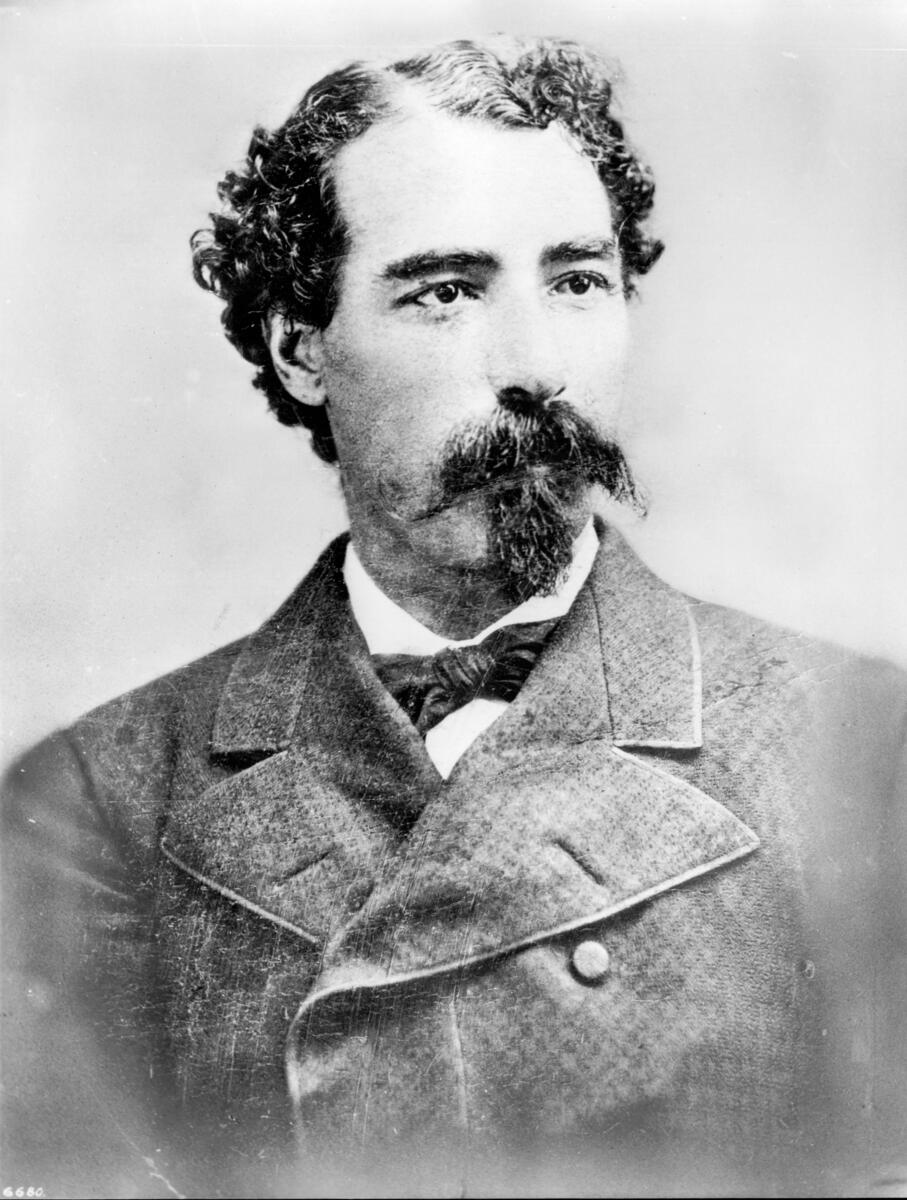
El ranchero californio Eulogio F. de Celis fue dueño de la mayor parte del Valle de San Fernando.

La primera concesión de tierras españolas en el calle de San Fernando (o valle de Santa Catalina de Bolonia de los Encinos) se llamó Rancho Encino (actual Mission Hills en el Camino Viejo antes de Newhall Pass). Juan Francisco Reyes construyó una vivienda de adobe al lado de un pueblo Tongva o ranchería en manantiales naturales, pero pronto le quitaron el terreno para que se pudiera construir allí una misión. La Misión San Fernando Rey de España se estableció en 1797 como la 17.° de las 21 misiones. El comercio de tierras otorgó a Juan Francisco Reyes el igualmente llamado Rancho Los Encinos, también junto a los manantiales (Parque Histórico Estatal Los Encinos en la actual Encino). Más tarde, las concesiones de tierras mexicanas de Rancho El Scorpion (West Hills), Rancho Providencia, Rancho Cahuenga (Burbank) y Rancho Ex-Mission San Fernando (resto del valle) cubrieron el Valle de San Fernando.
El Tratado de Cahuenga, que puso fin a la intervención estadounidense en México que luchaba en Alta California, fue firmado en 1847 por californios y estadounidenses en el Campo de Cahuenga, propiedad de la familia Verdugo a la entrada del Paso de Cahuenga en el sureste del Valle de San Fernando (Norte de Hollywood). Más tarde el Tratado de Guadalupe Hidalgo de 1848 puso fin a toda la guerra.

### El estado de California y más allá
El valle pasó a formar parte oficialmente del Estado de California el 9 de septiembre de 1850, cuando el gobierno federal aprobó el Acta de Estatalidad de California. En 1874, J. B. Lankershim e Isaac Van Nuys introdujeron el cultivo de trigo en seco, que llegó a ser muy productivo para su San Fernando Homestead Association, propietaria de la mitad sur del valle. En 1876, enviaron el primer cargamento de trigo del puerto de San Pedro y de Estados Unidos a Europa.

## Ciudades o distritos
El valle de San Fernando incluye las siguientes ciudades:
- Los Ángeles
- Burbank
- Calabasas
- Hidden Hills
- San Fernando
- Glendale

Además, los siguientes Barrios de Los Ángeles están situados en el valle:
- Arleta
- Balboa Park
- Cahuenga Pass
- Canoga Park
- Chatsworth
- Encino
- Granada Hills
- Lake View Terrace
- Lake Balboa
- La Tuna Canyon
- Mission Hills
- NoHo Arts District
- North Hills
- North Hollywood
- Northridge
- Pacoima
- Panorama City
- Porter Ranch
- Reseda
- Sepúlveda
- Shadow Hills
- Sherman Oaks
- Studio City
- Sun Valley
- Sunland
- Sylmar
- Tarzana
- Toluca Lake
- Toluca Woods
- Tujunga
- Valley Glen
- Valley Village
- Van Nuys
- Ventura Business District- Centro Financiero
- Warner Center- Centro Financiero
- West Hills
- West Toluca
- Winnetka
- Woodland Hills

## Población
En el censo demográfico del año 2000, el valle tenía 1.696.347 habitantes. Una encuesta del año 2004, hecha por el condado de Los Ángeles, entre otros, ofreció la cifra de una población de 1.808.599 personas.
Las áreas urbanas más importantes son Glendale, North Hollywood, Van Nuys y Reseda. Zonas del valle como North Hollywood y Burbank tienen numerosas urbanizaciones, considerándose el área como muy urbana.
La población de origen caucásico conforma la mayor parte de la población. En general las zonas noroeste, central, y noreste son las de mayor concentración caucásico, mientras que otro grupo de origen caucásico vive especialmente en los cerros del valle. Glendale tiene una importante población de origen armenio; San Fernando, Tarzana, Calabasas y Hidden Hills son comunidades de origen caucásico. Algo más de la décima parte total de la población (10,7%) es de origen asiático, y generalmente están distribuidas a lo largo del valle, pero hay algunas concentraciones frecuentes en Chatsworth, Panorama City, Glendale y Granada Hills.

## Economía
En el valle se encuentran algunas de las empresas más populares del mundo, especialmente las relacionadas con el entretenimiento: la industria cinematográfica, musical o de la televisión, que incluye corporaciones como la CBS, NBC Universal, Warner Bros, Epitaph y The Walt Disney Company y su filial de televisión ABC, entre otras.
También hay una importante industria aeroespacial, con empresas del renombre de Lockheed, Rocketdyne y Marquardt, que ayudaron a poner el hombre en la Luna y forman parte habitualmente de proyectos militares de las Fuerzas Armadas. Algunas de estas empresas han terminado abandonando el valle, alentadas por ayudas o ahorros de coste.
La industria de la pornografía comenzó durante los años 70 en Van Nuys y se ha convertido en un negocio multi-billonario. Debido a algunas compañías de espectacular éxito de este entretenimiento se ha rebautizado el valle como San Pornando Valley (mezcla del nombre original San Fernando y Porn, pornografía en inglés) o como La capital mundial de la pornografía. La revista para adultos AVN es una muestra de esta pujanza.